# Oscoda
Oscoda é uma Região censo-designada localizada no estado americano de Michigan, no Condado de Iosco.

## Demografia
Segundo o censo americano de 2000, a sua população era de 992 habitantes.

## Geografia
De acordo com o United States Census Bureau tem uma área de
2,5 km², dos quais 2,3 km² cobertos por terra e 0,2 km² cobertos por água. Oscoda localiza-se a aproximadamente 188 m acima do nível do mar.

## Localidades na vizinhança
O diagrama seguinte representa as localidades num raio de 32 km ao redor de Oscoda.